# Związek paradygmatyczny
Związek paradygmatyczny – relacja pomiędzy elementami języka, które mogą się wzajemnie zastępować, czyli np. elementami reprezentującymi tę samą kategorię gramatyczną.
W zdaniach Dziewczynka idzie, Chłopiec idzie, Dziecko idzie wyrazy dziewczynka, chłopiec i dziecko pozostają w związku paradygmatycznym. W podanym przykładzie można zauważyć, że wyróżnione elementy mogą być wzajemnie zastępowalne. Związki paradygmatyczne nie są bezpośrednio obserwowalne, gdyż utrzymują się „zaocznie” (in absentia).
Związek paradygmatyczny przeciwstawia się związkowi syntagmatycznemu, czyli relacji pomiędzy elementami, które współwystępują i łączą się ze sobą na pewnych, ściśle w języku określonych zasadach.
Związki paradygmatyczne zostały po raz pierwszy opisane przez Ferdynanda de Saussure’a, który nazwał je relacjami asocjacyjnymi.